# Synallaxis macconnelli
El pijuí de McConnell  o güitío de bosque (en Venezuela) (Synallaxis macconnelli), es una especie de ave paseriforme de la familia Furnariidae perteneciente al numeroso género Synallaxis. Es nativa del norte de América del Sur.

## Distribución y hábitat

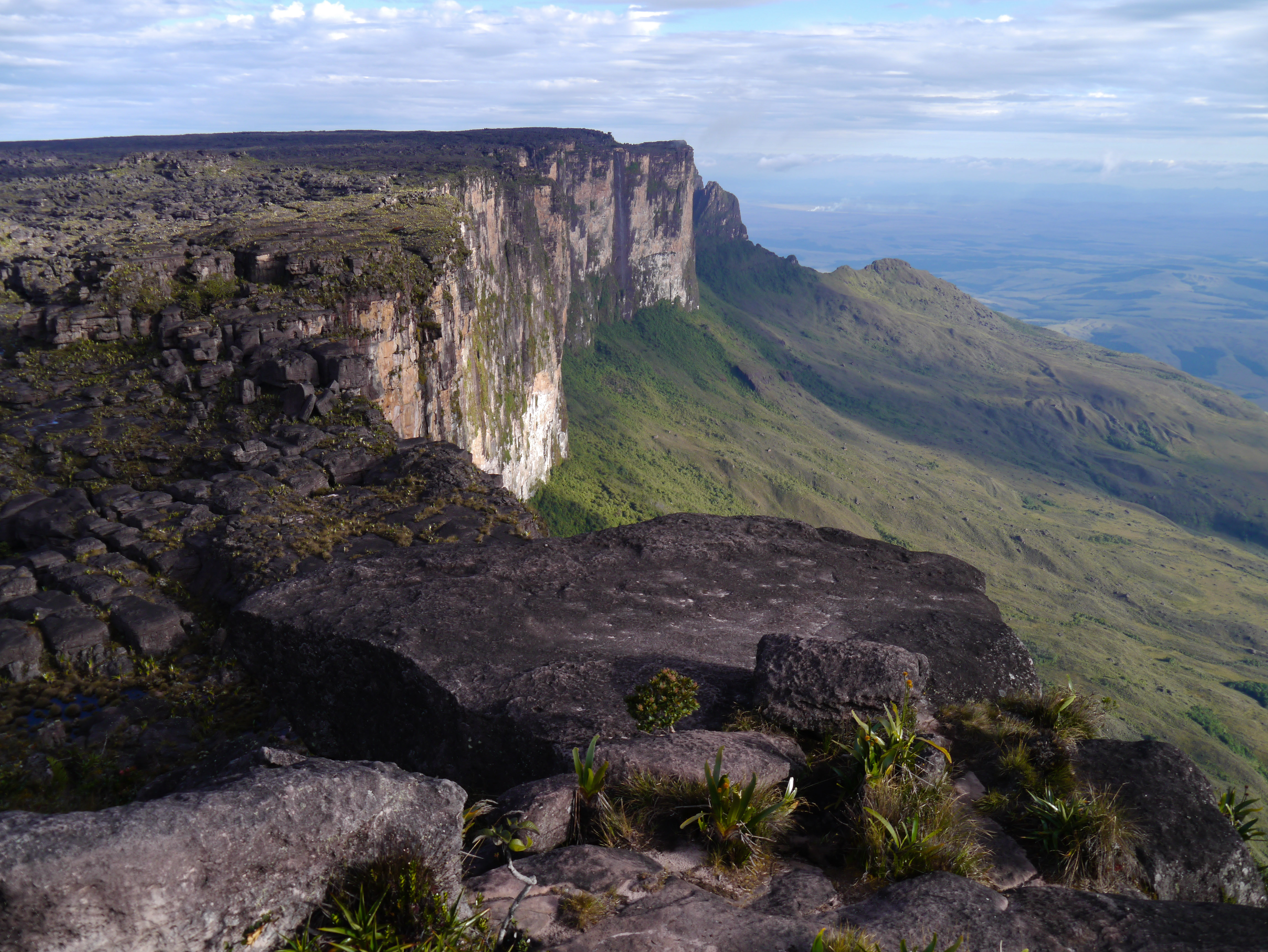
Laderas del Monte Roraima, ejemplo de hábitat de la especie.

Se distribuye de forma disjunta por los tepuyes y selvas del escudo guayanés del extremo norte de Brasil, Guayana francesa, Guyana, Surinam y sur de Venezuela.
Esta especie es considerada poco común y local en su hábitats natural: el denso sotobosque en los bordes de selvas húmedas tropicales, principalmente en las laderas de los tepuyes y colinas adyacentes, entre los 500 y 1900 metros de altitud; la subespecie obscurior en elevaciones menores hasta casi el nivel del mar.

## Descripción
Mide entre 15 y 17 cm de longitud y pesa entre 18 y 20 gramos. Sus alas, píleo y frente son de color castaño y su espalda y cola son pardo grisáceas, mientras que su cara y partes inferiores son de color gris. Su pico es estrecho y ligeramente curvado en su parte final.

## Sistemática

### Descripción original
La especie S. macconnelli fue descrita por primera vez por el ornitólogo británico Charles Chubb en 1919 bajo el mismo nombre científico; su localidad tipo es: «Monte Roraima, Bolívar, Venezuela».

### Etimología
El nombre genérico femenino «Synallaxis» deriva del término francés «Synallaxe» dado por Vieillot (1818) a estas aves con referencia a las características diferenciadas que garantizan las separación genérica, que por su vez deriva del griego «συναλλαξις sunallaxis, συναλλαξεως sunallaxeōs» que significa ‘intercambio’; una acepción diferente sería que deriva del nombre griego «Synalasis», una de las ninfas griegas Ionides; el nombre de la especie «macconnelli», conmemora al colector y explorador británico Frederick Vavasour McConnell (1868-1914).

### Taxonomía
Forma un grupo de especies con Synallaxis moesta y Synallaxis cabanisi, los datos genético-moleculares confirman que las tres forman un clado: el «grupo moesta». Todas han sido tratadas como conespecíficas pero el plumaje de los ejemplares juveniles de la presente difiere de ambas. 
La subespecie S. macconnelli yavii Phelps, Sr & Phelps, Jr, 1947 (del Cerro Yaví, en el sur de Venezuela, norte de Amazonas), que fue baseada en un único espécimen de una localidad cercana al rango de la nominal, es casi siempre considerada como de validad dudosa, pero, la clasificación Aves del Mundo (HBW) la retiene como válida con base en la descripción que indica que es distintiva. La subespecie propuesta S. macconnelli griseipectus J.T. Zimmer & Phelps Sr, 1945 (del monte Ptari-tepui, en Venezuela) no es diagnosticable.

### Subespecies
Según la clasificación del Congreso Ornitológico Internacional (IOC) se reconocen dos subespecies, con su correspondiente distribución geográfica:
- Synallaxis macconnelli macconnelli Chubb, 1919 – sureste de Venezuela (región de tepuyes de Bolívar, y Cerro de la Neblina en el sur de Amazonas) y norte de Brasil (Cerro de la Neblina, Serra Parima).
- Synallaxis macconnelli obscurior Todd, 1948 – Surinam, Guayana francesa y extremo norte de Brasil (Amapá).

La clasificación Clements Checklist/eBird no reconoce ninguna subespecie.